# 柳吉在
柳 吉在（リュ・ギルジェ、朝鮮語: 류길재、1959年1月15日 - 2020年8月15日）は、大韓民国の研究者、教授。第37代統一部長官。

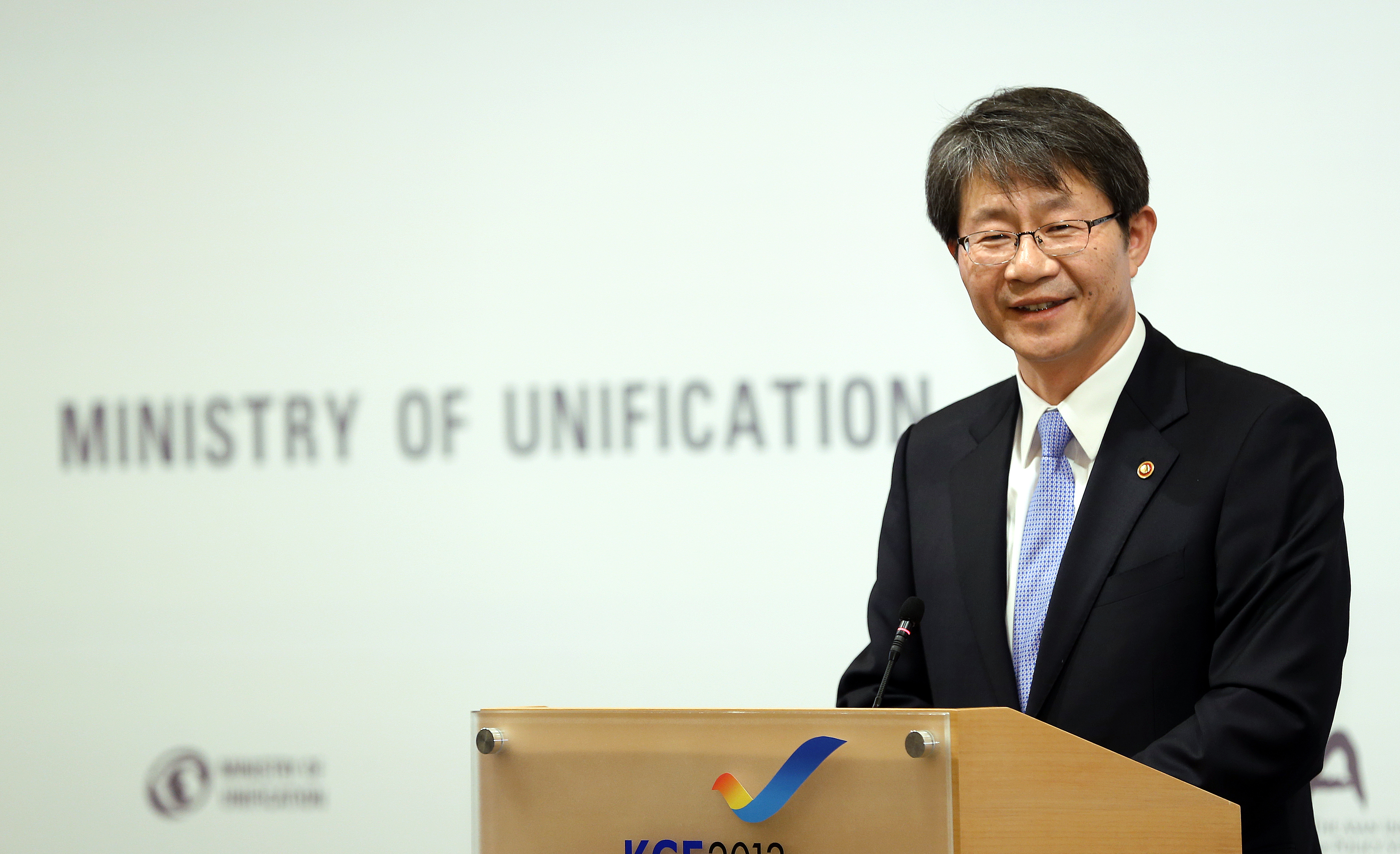
2013年

## 生涯
ソウル出身。龍文高等学校、高麗大学校政治外交学科を経て高麗大学校一般大学院政治外交学科で1987年に修士、1995年に博士を取得した。1987年より慶南大学校極東問題研究所で研究員と研究教授、1997年にウイルソン・センターで朝鮮戦争とその冷戦期に関する研究に参加し、1998年より慶南大学校北韓大学院（現・北韓大学院大学校）の教授を務めた。2010年、2011年にはふたたびウイルソン・センターで前述した関連の研究に参加している。そのほか韓国政治学会、韓国国際政治学会で役員を務め、北韓研究学会で総務理事を務めた。 2013年には北韓研究学会会長を務めた。同年3月11日から2015年3月13日まで第37代統一部長官を務めた。 癌を患い闘病していたが、61歳で死去した。